# Mutação sem sentido
Na mutação sem sentido ocorre um substituição de um par de nucleotídeos dentro de uma região codificante de proteína que muda um códon para um aminoácido em um códon de término.
É um caso de mutação polar.